# Háled Kászmí
Háled Kászmí (arabul: خالد القاسمي); Banzart, 1953. április 8. –) tunéziai válogatott labdarúgó.

## Pályafutása

### Klubcsapatban
1971 és 1980 között a CA Bizertin, 1980 és 1984 között az AS Ariana csapatában játszott.  

### A válogatottban
1972 és 1980 között 58 alkalommal szerepelt a tunéziai válogatottban és 1 gólt szerzett. Részt vett az 1978-as világbajnokságon és az 1978-as Afrikai nemzetek kupáján.